# Вангелис Тамуцелис
Евангелос (Вангелис) Тамуцелис (на гръцки: Ευάγγελος Ταμουτσέλης, Βαγγέλης Ταμουτσέλης) е гръцки художник.

## Биография
Тамуцелис е роден в 1935 година в леринското арванитско село Бел камен (Дросопиги), Гърция. Изучава иконописно изкуство от 1954 до 1957 година в работилница на Вич. След 1967 година се насочва към живописта. Художникът използва техниката на шпатула, а темите му идват от природата на Леринско.
Умира в 2007 година.